# Grand Prix Kanady 2022
Grand Prix Kanady 2022, oficjalnie Formula 1 AWS Grand Prix du Canada 2022 – dziewiąta runda Mistrzostw Świata Formuły 1 w sezonie 2022. Grand Prix odbyło się w dniach 17–19 czerwca 2022 na torze Circuit Gilles Villeneuve w Montrealu. Wyścig wygrał po starcie z pole position Max Verstappen (Red Bull), a na podium kolejno stanęli Carlos Sainz Jr. (Ferrari) oraz Lewis Hamilton (Mercedes).

## Lista startowa
| Nr          | Kierowca         | Zespół                                         | Samochód                          | Silnik                      | Opony |
| ----------- | ---------------- | ---------------------------------------------- | --------------------------------- | --------------------------- | ----- |
| 1           | Max Verstappen   | Oracle Red Bull Racing                         | Red Bull RB18                     | Red Bull RBPTH001 1,6 V6T   | P     |
| 3           | Daniel Ricciardo | McLaren F1 Team                                | McLaren MCL36                     | Mercedes-AMG F1 M13 1,6 V6T | P     |
| 4           | Lando Norris     | McLaren F1 Team                                | McLaren MCL36                     | Mercedes-AMG F1 M13 1,6 V6T | P     |
| 5           | Sebastian Vettel | Aston Martin Aramco Cognizant Formula One Team | Aston Martin AMR22                | Mercedes-AMG F1 M13 1,6 V6T | P     |
| 6           | Nicholas Latifi  | Williams Racing                                | Williams FW44                     | Mercedes-AMG F1 M13 1,6 V6T | P     |
| 10          | Pierre Gasly     | Scuderia AlphaTauri                            | AlphaTauri AT03                   | Red Bull RBPTH001 1,6 V6T   | P     |
| 11          | Sergio Pérez     | Oracle Red Bull Racing                         | Red Bull RB18                     | Red Bull RBPTH001 1,6 V6T   | P     |
| 14          | Fernando Alonso  | BWT Alpine F1 Team                             | Alpine A522                       | Renault E-Tech RE22 1,6 V6T | P     |
| 16          | Charles Leclerc  | Scuderia Ferrari                               | Ferrari F1-75                     | Ferrari 066/7 1,6 V6T       | P     |
| 18          | Lance Stroll     | Aston Martin Aramco Cognizant Formula One Team | Aston Martin AMR22                | Mercedes-AMG F1 M13 1,6 V6T | P     |
| 20          | Kevin Magnussen  | Haas F1 Team                                   | Haas VF-22                        | Ferrari 066/7 1,6 V6T       | P     |
| 22          | Yūki Tsunoda     | Scuderia AlphaTauri                            | AlphaTauri AT03                   | Red Bull RBPTH001 1,6 V6T   | P     |
| 23          | Alexander Albon  | Williams Racing                                | Williams FW44                     | Mercedes-AMG F1 M13 1,6 V6T | P     |
| 24          | Zhou Guanyu      | Alfa Romeo F1 Team ORLEN                       | Alfa Romeo C42                    | Ferrari 066/7 1,6 V6T       | P     |
| 31          | Esteban Ocon     | BWT Alpine F1 Team                             | Alpine A522                       | Renault E-Tech RE22 1,6 V6T | P     |
| 44          | Lewis Hamilton   | Mercedes-AMG Petronas Formula One Team         | Mercedes-AMG F1 W13 E Performance | Mercedes-AMG F1 M13 1,6 V6T | P     |
| 47          | Mick Schumacher  | Haas F1 Team                                   | Haas VF-22                        | Ferrari 066/7 1,6 V6T       | P     |
| 55          | Carlos Sainz Jr. | Scuderia Ferrari                               | Ferrari F1-75                     | Ferrari 066/7 1,6 V6T       | P     |
| 63          | George Russell   | Mercedes-AMG Petronas Formula One Team         | Mercedes-AMG F1 W13 E Performance | Mercedes-AMG F1 M13 1,6 V6T | P     |
| 77          | Valtteri Bottas  | Alfa Romeo F1 Team ORLEN                       | Alfa Romeo C42                    | Ferrari 066/7 1,6 V6T       | P     |
| Źródło: FIA |                  |                                                |                                   |                             |       |

## Wyniki

### Zwycięzcy sesji treningowych
| Sesja       | Nr | Kierowca        | Konstruktor | Czas     | Okr. |
| ----------- | -- | --------------- | ----------- | -------- | ---- |
| 1           | 1  | Max Verstappen  | Red Bull    | 1:15,158 | 27   |
| 2           | 1  | Max Verstappen  | Red Bull    | 1:14,127 | 33   |
| 3           | 14 | Fernando Alonso | Alpine      | 1:33,836 | 15   |
| Źródło: FIA |    |                 |             |          |      |

### Kwalifikacje
| P                    | Nr | Kierowca         | Konstruktor                  | Czasy w kwalifikacjach | Czasy w kwalifikacjach | Czasy w kwalifikacjach | Poz. s. |
| P                    | Nr | Kierowca         | Konstruktor                  | Q1                     | Q2                     | Q3                     | Poz. s. |
| -------------------- | -- | ---------------- | ---------------------------- | ---------------------- | ---------------------- | ---------------------- | ------- |
| 1                    | 1  | Max Verstappen   | Red Bull Racing-RBPT         | 1:32,219               | 1:23,746               | 1:21,299               | 1       |
| 2                    | 14 | Fernando Alonso  | Alpine-Renault               | 1:32,277               | 1:24,848               | 1:21,944               | 2       |
| 3                    | 55 | Carlos Sainz Jr. | Ferrari                      | 1:32,781               | 1:25,197               | 1:22,096               | 3       |
| 4                    | 44 | Lewis Hamilton   | Mercedes                     | 1:33,841               | 1:25,543               | 1:22,891               | 4       |
| 5                    | 20 | Kevin Magnussen  | Haas-Ferrari                 | 1:32,957               | 1:26,254               | 1:22,960               | 5       |
| 6                    | 47 | Mick Schumacher  | Haas-Ferrari                 | 1:33,707               | 1:25,684               | 1:23,356               | 6       |
| 7                    | 31 | Esteban Ocon     | Alpine-Renault               | 1:33,012               | 1:26,135               | 1:23,529               | 7       |
| 8                    | 63 | George Russell   | Mercedes                     | 1:33,160               | 1:24,950               | 1:23,557               | 8       |
| 9                    | 3  | Daniel Ricciardo | McLaren-Mercedes             | 1:33,636               | 1:26,375               | 1:23,749               | 9       |
| 10                   | 24 | Zhou Guanyu      | Alfa Romeo-Ferrari           | 1:33,692               | 1:26,116               | 1:24,030               | 10      |
| 11                   | 77 | Valtteri Bottas  | Alfa Romeo-Ferrari           | 1:33,689               | 1:26,788               |                        | 11      |
| 12                   | 23 | Alexander Albon  | Williams-Mercedes            | 1:34,047               | 1:26,858               |                        | 12      |
| 13                   | 11 | Sergio Pérez     | Red Bull Racing-RBPT         | 1:33,929               | 1:33,127               |                        | 13      |
| 14                   | 4  | Lando Norris     | McLaren-Mercedes             | 1:34,066               | —                      |                        | 14      |
| 15                   | 16 | Charles Leclerc  | Ferrari                      | 1:33,008               | —                      |                        | 19      |
| 16                   | 10 | Pierre Gasly     | AlphaTauri-RBPT              | 1:34,492               |                        |                        | 15      |
| 17                   | 5  | Sebastian Vettel | Aston Martin Aramco-Mercedes | 1:34,512               |                        |                        | 16      |
| 18                   | 18 | Lance Stroll     | Aston Martin Aramco-Mercedes | 1:35,352               |                        |                        | 17      |
| 19                   | 6  | Nicholas Latifi  | Williams-Mercedes            | 1:35,660               |                        |                        | 18      |
| 20                   | 22 | Yūki Tsunoda     | AlphaTauri-RBPT              | 1:36,575               |                        |                        | 20      |
| 107% czasu: 1:38,674 |    |                  |                              |                        |                        |                        |         |
| Źródło: FIA          |    |                  |                              |                        |                        |                        |         |

Uwagi
1. ↑  Charles Leclerc otrzymał karę cofnięcia o 10 pozycji za przekroczenie limitu jednostek sterujących elektroniką oraz karę cofnięcia na koniec stawki za wymianę elementów jednostki napędowej ponad regulaminowy limit'"`UNIQ--ref-00000011-QINU`"''"`UNIQ--ref-00000012-QINU`"'.
2. ↑  Yūki Tsunoda otrzymał karę cofnięcia na koniec stawki za wymianę elementów jednostki napędowej ponad regulaminowy limit'"`UNIQ--ref-00000014-QINU`"''"`UNIQ--ref-00000015-QINU`"'.

### Wyścig
| P           | Nr | Kierowca         | Konstruktor                  | Okr. | Czas                 | Start | +/–       | Punkty |
| ----------- | -- | ---------------- | ---------------------------- | ---- | -------------------- | ----- | --------- | ------ |
| 1           | 1  | Max Verstappen   | Red Bull Racing-RBPT         | 70   | 1:36:21,757          | 1     | Bez zmian | 25     |
| 2           | 55 | Carlos Sainz Jr. | Ferrari                      | 70   | +0,993               | 3     | 1         | 18+1   |
| 3           | 44 | Lewis Hamilton   | Mercedes                     | 70   | +7,006               | 4     | 1         | 15     |
| 4           | 63 | George Russell   | Mercedes                     | 70   | +12,313              | 8     | 4         | 12     |
| 5           | 16 | Charles Leclerc  | Ferrari                      | 70   | +15,168              | 19    | 14        | 10     |
| 6           | 31 | Esteban Ocon     | Alpine-Renault               | 70   | +23,890              | 7     | 1         | 8      |
| 7           | 77 | Valtteri Bottas  | Alfa Romeo-Ferrari           | 70   | +25,247              | 11    | 4         | 6      |
| 8           | 24 | Zhou Guanyu      | Alfa Romeo-Ferrari           | 70   | +26,952              | 10    | 2         | 4      |
| 9           | 14 | Fernando Alonso  | Alpine-Renault               | 70   | +29,945              | 2     | 7         | 2      |
| 10          | 18 | Lance Stroll     | Aston Martin Aramco-Mercedes | 70   | +38,222              | 17    | 7         | 1      |
| 11          | 3  | Daniel Ricciardo | McLaren-Mercedes             | 70   | +43,047              | 9     | 2         |        |
| 12          | 5  | Sebastian Vettel | Aston Martin Aramco-Mercedes | 70   | +44,245              | 16    | 4         |        |
| 13          | 23 | Alexander Albon  | Williams-Mercedes            | 70   | +44,893              | 12    | 1         |        |
| 14          | 10 | Pierre Gasly     | AlphaTauri-RBPT              | 70   | +45,183              | 15    | 1         |        |
| 15          | 4  | Lando Norris     | McLaren-Mercedes             | 70   | +52,145              | 14    | 1         |        |
| 16          | 6  | Nicholas Latifi  | Williams-Mercedes            | 70   | +59,978              | 18    | 2         |        |
| 17          | 20 | Kevin Magnussen  | Haas-Ferrari                 | 70   | +1:08,180            | 5     | 12        |        |
| NS          | 22 | Yūki Tsunoda     | AlphaTauri-RBPT              | 47   | NU (wypadek)         | 20    |           |        |
| NS          | 47 | Mick Schumacher  | Haas-Ferrari                 | 18   | NU (silnik)          | 6     |           |        |
| NS          | 11 | Sergio Pérez     | Red Bull Racing-RBPT         | 7    | NU (skrzynia biegów) | 13    |           |        |
| Źródło: FIA |    |                  |                              |      |                      |       |           |        |

Uwagi
1. ↑  Dodatkowy 1 punkt jest przyznawany kierowcy, który ustanowił najszybsze okrążenie w wyścigu, pod warunkiem, że ukończył wyścig w pierwszej 10.
2. ↑  Fernando Alonso ukończył wyścig na siódym miejscu, ale otrzymał karę 5 sekund doliczonych do uzyskanego czasu za wielokrotne zmienianie kierunku jazdy'"`UNIQ--ref-00000022-QINU`"'.
3. ↑  Lando Norris otrzymał karę 5 sekund doliczonych do uzyskanego czasu za przekroczenie prędkości w alei serwisowej, ale nie wpłynęło to na jego pozycję końcową'"`UNIQ--ref-00000024-QINU`"'.

### Najszybsze okrążenie
| Nr          | Kierowca         | Konstruktor | Czas     | Okr. |
| ----------- | ---------------- | ----------- | -------- | ---- |
| 55          | Carlos Sainz Jr. | Ferrari     | 1:15,749 | 63   |
| Źródło: FIA |                  |             |          |      |

### Prowadzenie w wyścigu
| Nr                              | Kierowca         | Konstruktor | Okrążenia         | Suma |
| ------------------------------- | ---------------- | ----------- | ----------------- | ---- |
| 1                               | Max Verstappen   | Red Bull    | 1–8, 20–42, 49–70 | 53   |
| 55                              | Carlos Sainz Jr. | Ferrari     | 9–19, 43–48       | 17   |
| \| Wykres \| \| ------ \| \| \| |                  |             |                   |      |
| Źródło: FIA                     |                  |             |                   |      |
| Wykres                          |                  |             |                   |      |
|                                 |                  |             |                   |      |

## Klasyfikacja po wyścigu

### Kierowcy
Źródło: FIA
| P  | +/− | Kierowca         | Starty | Punkty | P1 | P2 | P3 | PP | NO | NS |
| -- | --- | ---------------- | ------ | ------ | -- | -- | -- | -- | -- | -- |
| 1  | 0   | Max Verstappen   | 9      | 175    | 6  | –  | 1  | 2  | 2  | 1  |
| 2  | 0   | Sergio Pérez     | 9      | 129    | 1  | 4  | –  | 1  | 2  | 1  |
| 3  | 0   | Charles Leclerc  | 9      | 126    | 2  | 2  | –  | 6  | 3  | 2  |
| 4  | 0   | George Russell   | 9      | 111    | –  | –  | 3  | –  | –  | –  |
| 5  | 0   | Carlos Sainz Jr. | 9      | 102    | –  | 3  | 2  | –  | 1  | 3  |
| 6  | 0   | Lewis Hamilton   | 9      | 77     | –  | –  | 2  | –  | –  | –  |
| 7  | 0   | Lando Norris     | 9      | 50     | –  | –  | 1  | –  | 1  | 1  |
| 8  | 0   | Valtteri Bottas  | 9      | 46     | –  | –  | –  | –  | –  | 1  |
| 9  | 0   | Esteban Ocon     | 9      | 39     | –  | –  | –  | –  | –  | –  |
| 10 | +1  | Fernando Alonso  | 9      | 18     | –  | –  | –  | –  | –  | 2  |
| 11 | −1  | Pierre Gasly     | 9      | 16     | –  | –  | –  | –  | –  | 2  |
| 12 | 0   | Kevin Magnussen  | 9      | 15     | –  | –  | –  | –  | –  | 2  |
| 13 | 0   | Daniel Ricciardo | 9      | 15     | –  | –  | –  | –  | –  | 1  |
| 14 | 0   | Sebastian Vettel | 7      | 13     | –  | –  | –  | –  | –  | 1  |
| 15 | 0   | Yūki Tsunoda     | 9      | 11     | –  | –  | –  | –  | –  | 2  |
| 16 | +2  | Zhou Guanyu      | 9      | 5      | –  | –  | –  | –  | –  | 3  |
| 17 | −1  | Alexander Albon  | 9      | 3      | –  | –  | –  | –  | –  | 1  |
| 18 | −1  | Lance Stroll     | 9      | 3      | –  | –  | –  | –  | –  | –  |
| 19 | 0   | Mick Schumacher  | 9      | 0      | –  | –  | –  | –  | –  | 3  |
| 20 | 0   | Nico Hülkenberg  | 2      | 0      | –  | –  | –  | –  | –  | –  |
| 21 | 0   | Nicholas Latifi  | 9      | 0      | –  | –  | –  | –  | –  | 1  |
| P  | +/− | Kierowca         | Starty | Punkty | P1 | P2 | P3 | PP | NO | NS |

### Konstruktorzy
Źródło: FIA
| P  | +/− | Konstruktor                  | Starty | Punkty | P1 | P2 | P3 | PP | NO | NS |
| -- | --- | ---------------------------- | ------ | ------ | -- | -- | -- | -- | -- | -- |
| 1  | 0   | Red Bull Racing-RBPT         | 18     | 304    | 7  | 4  | 1  | 3  | 4  | 2  |
| 2  | 0   | Ferrari                      | 18     | 228    | 2  | 5  | 2  | 6  | 4  | 5  |
| 3  | 0   | Mercedes                     | 18     | 188    | –  | –  | 5  | –  | –  | –  |
| 4  | 0   | McLaren-Mercedes             | 18     | 65     | –  | –  | 1  | –  | 1  | 2  |
| 5  | 0   | Alpine-Renault               | 18     | 57     | –  | –  | –  | –  | –  | 2  |
| 6  | 0   | Alfa Romeo Racing-Ferrari    | 18     | 51     | –  | –  | –  | –  | –  | 4  |
| 7  | 0   | Scuderia AlphaTauri-RBPT     | 18     | 27     | –  | –  | –  | –  | –  | 4  |
| 8  | +1  | Aston Martin Aramco-Mercedes | 18     | 16     | –  | –  | –  | –  | –  | 1  |
| 9  | −1  | Haas-Ferrari                 | 18     | 15     | –  | –  | –  | –  | –  | 5  |
| 10 | 0   | Williams-Mercedes            | 18     | 3      | –  | –  | –  | –  | –  | 2  |
| P  | +/− | Konstruktor                  | Starty | Punkty | P1 | P2 | P3 | PP | NO | NS |